# Walk of Game

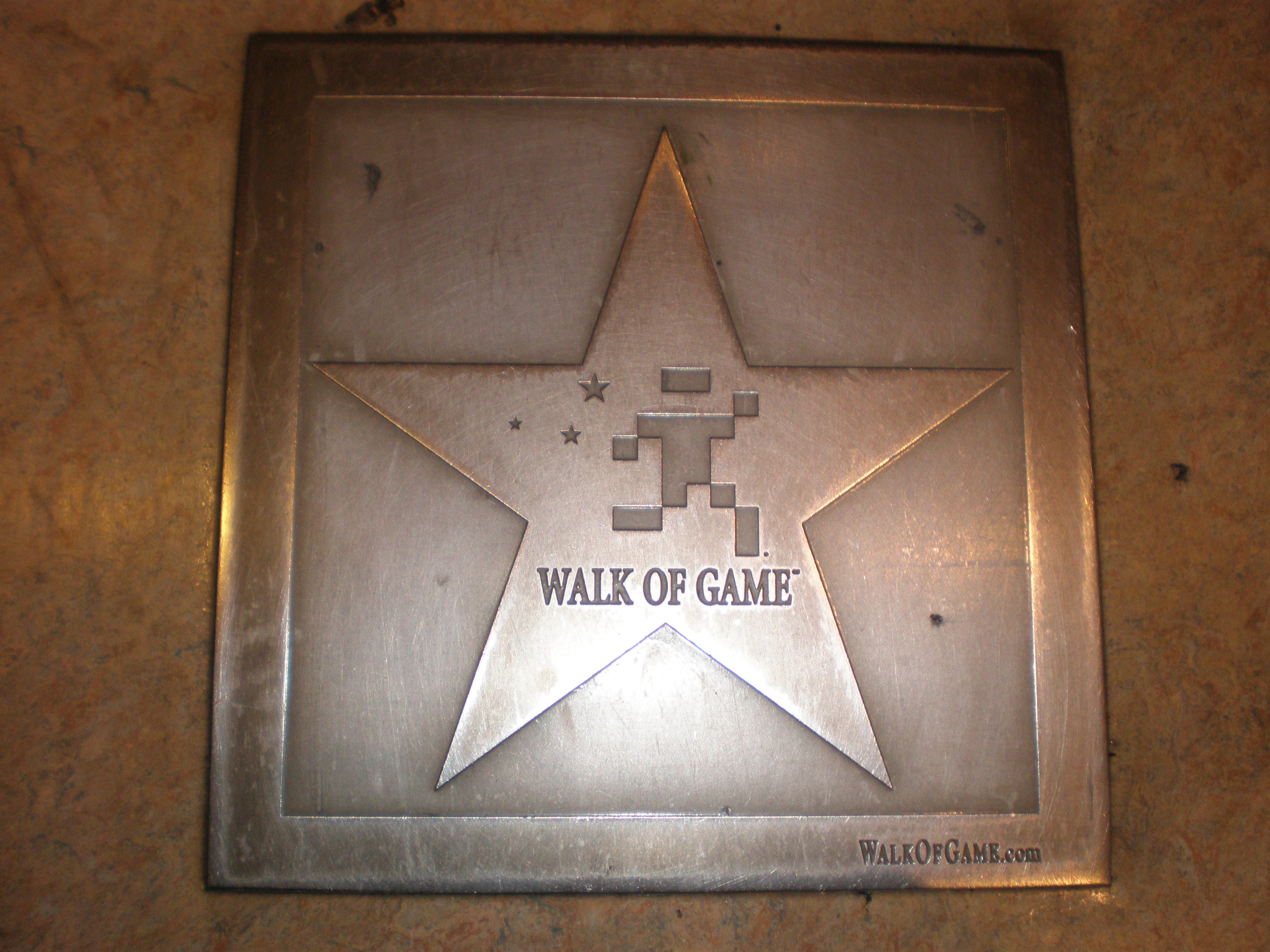
Pusta gwiazda w Walk of Game

Walk of Game – nieistniejąca już amerykańska galeria sławy poświęcona ikonom i pionierom przemysłu gier komputerowych. Wzorowana na Hollywoodzkiej Walk of Fame galeria powstała w 2005 w należącym do Sony centrum handlowym Metreon w San Francisco.

## Historia
Pomysł na stworzenie Walk of Game ogłoszony został przez Sony w 2003. Corocznie wśród przedstawicieli przemysłu growego oraz mediów rozrywkowych, technologicznych i poświęconych grom przeprowadzano ankiety, dzięki którym wyłaniano nominowane osoby i tytuły. Następnie w okresie od pierwszego do trzydziestego pierwszego października gracze z całego świata oddawali głosy, wrzucając kartki do urn w sklepie bądź głosując za pośrednictwem strony internetowej Walk of Game. Po zakończeniu głosowania cztery gry lub postaci oraz dwóch twórców, którzy otrzymali największą liczbę głosów, honorowano plakietkami o wymiarach 60 × 60 cm zamieszczanymi na podłodze centrum handlowego. Pierwsze wyłanianie nominowanych rozpoczęto w sierpniu 2004, a w pierwszym głosowaniu udział wzięło ponad dwieście tysięcy osób.
W lutym 2006 Sony sprzedało Metreon Westfield Group, która nigdy nie zaktualizowała Walk of Game. W 2012 galeria została zdemontowana, a na jej miejscu powstał sklep sieci Target Corporation, która wykupiła teren w 2010.

## Zwycięzcy
|              | 2005                                       | 2006                                                 |
| ------------ | ------------------------------------------ | ---------------------------------------------------- |
| Postać / gra | - Mario - Link - Sonic the Hedgehog - Halo | - StarCraft - Lara Croft - Final Fantasy - EverQuest |
| Twórcy       | - Shigeru Miyamoto - Nolan Bushnell        | - John Carmack - Sid Meier                           |

## Galeria

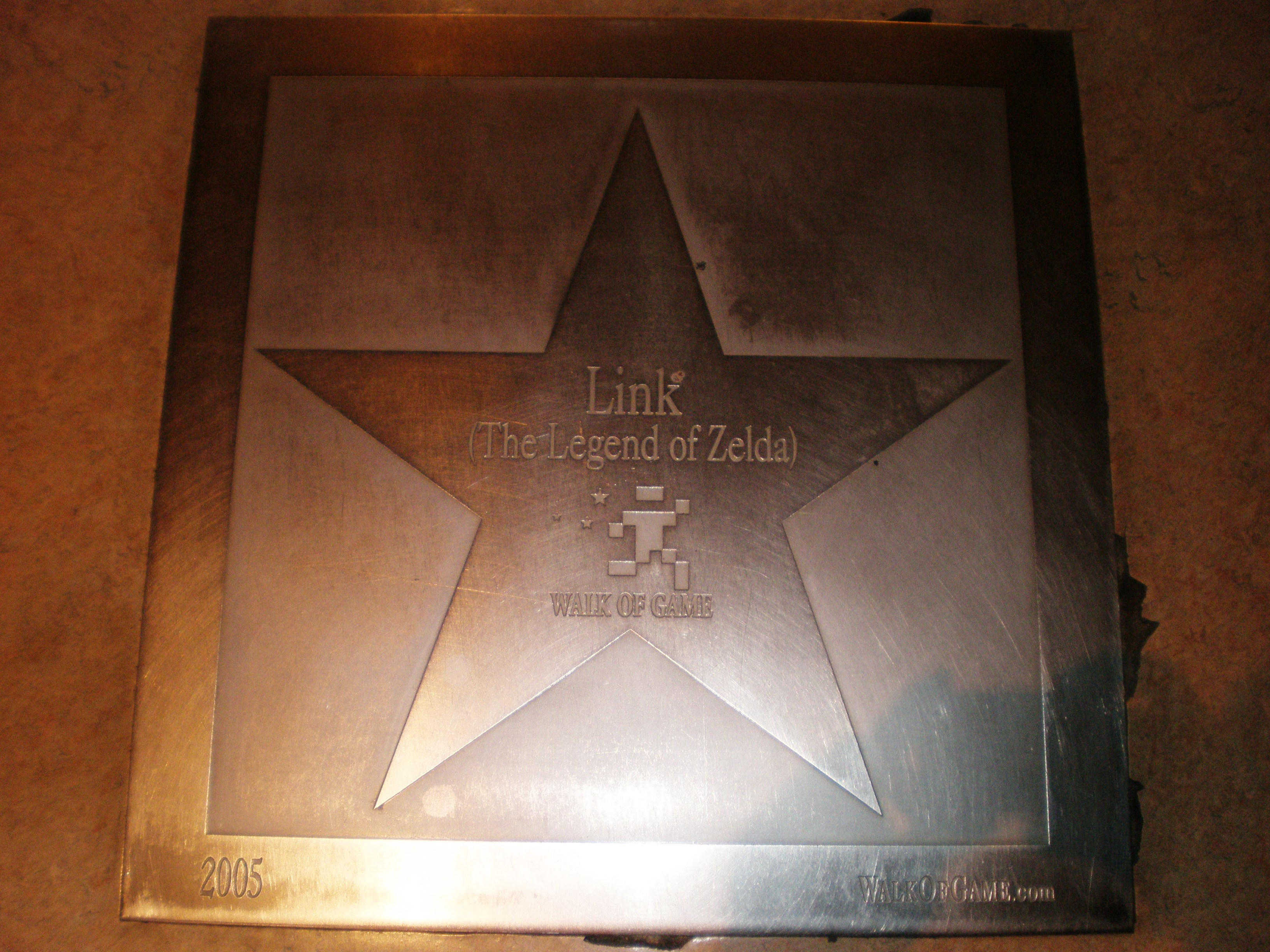
Gwiazda Linka
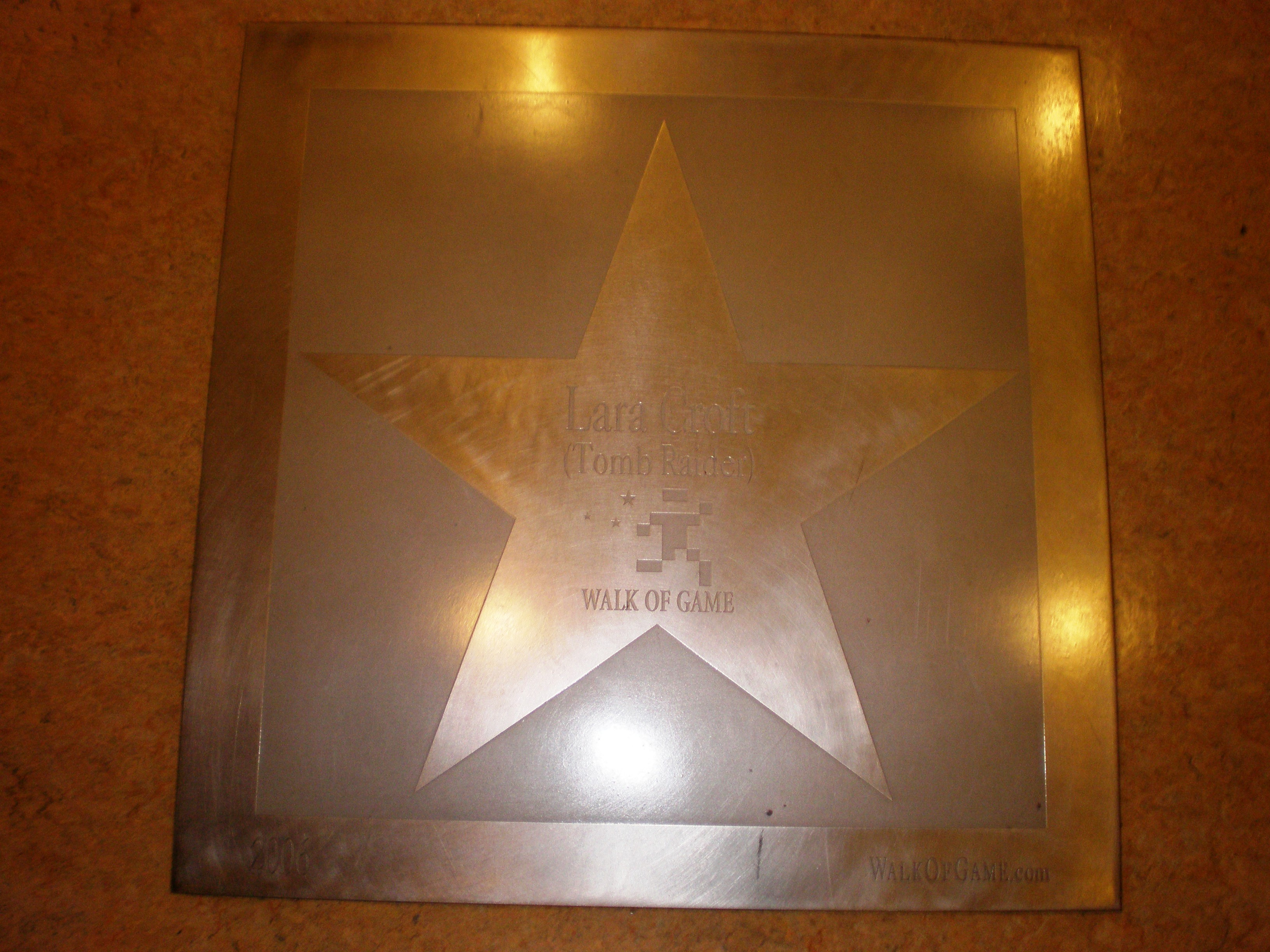
Gwiazda Lary Croft
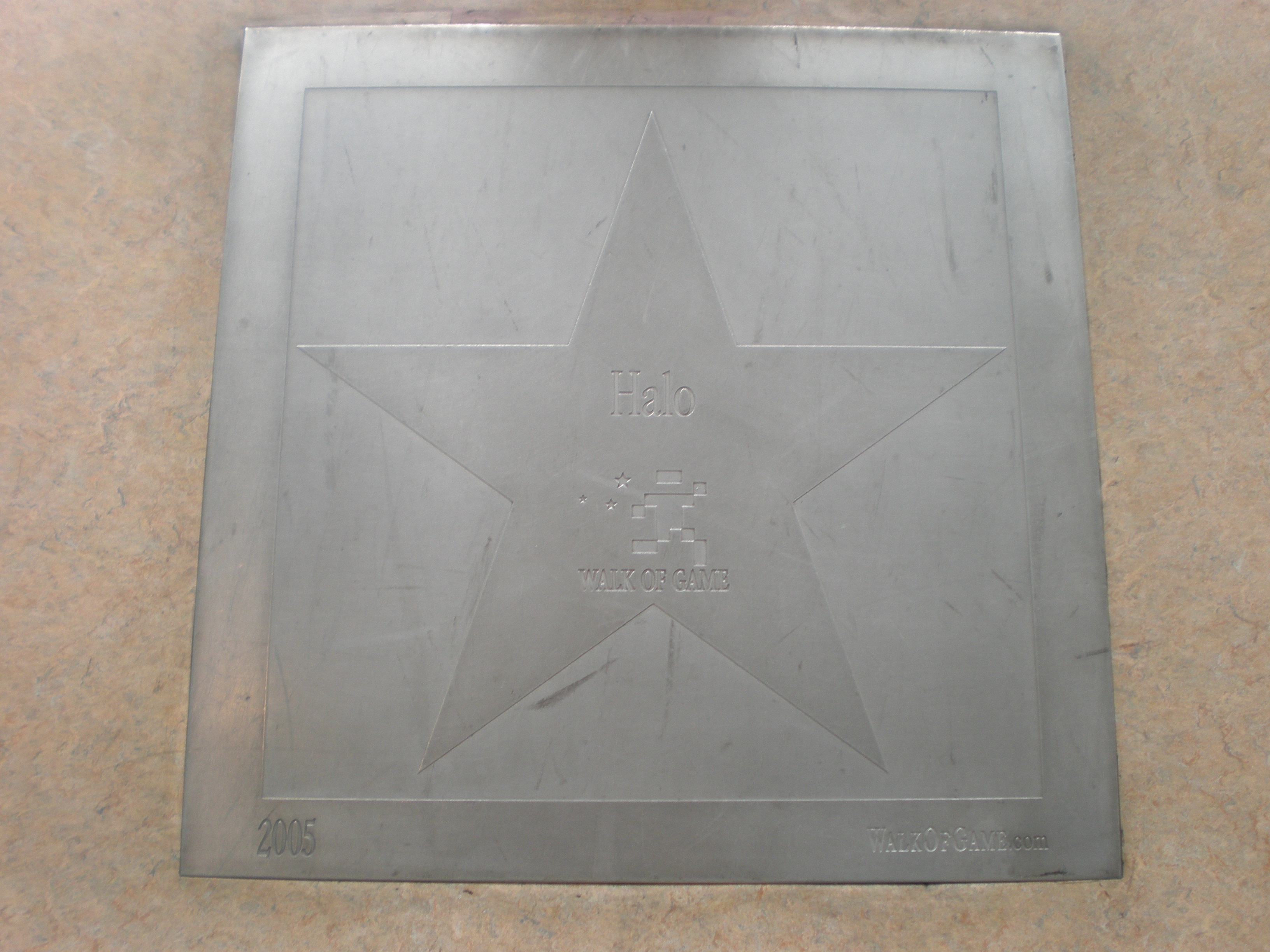
Gwiazda serii Halo
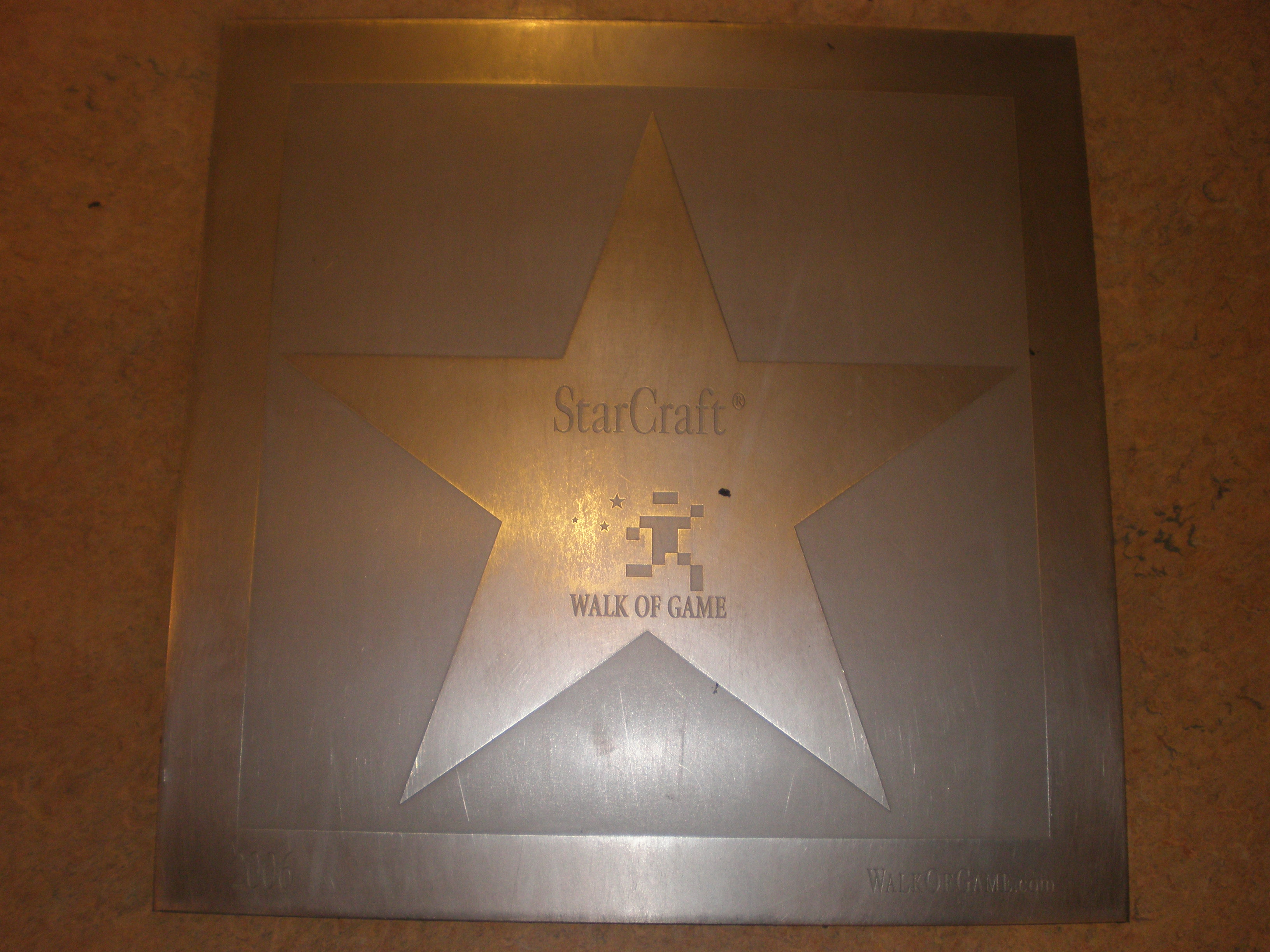
Gwiazda serii StarCraft
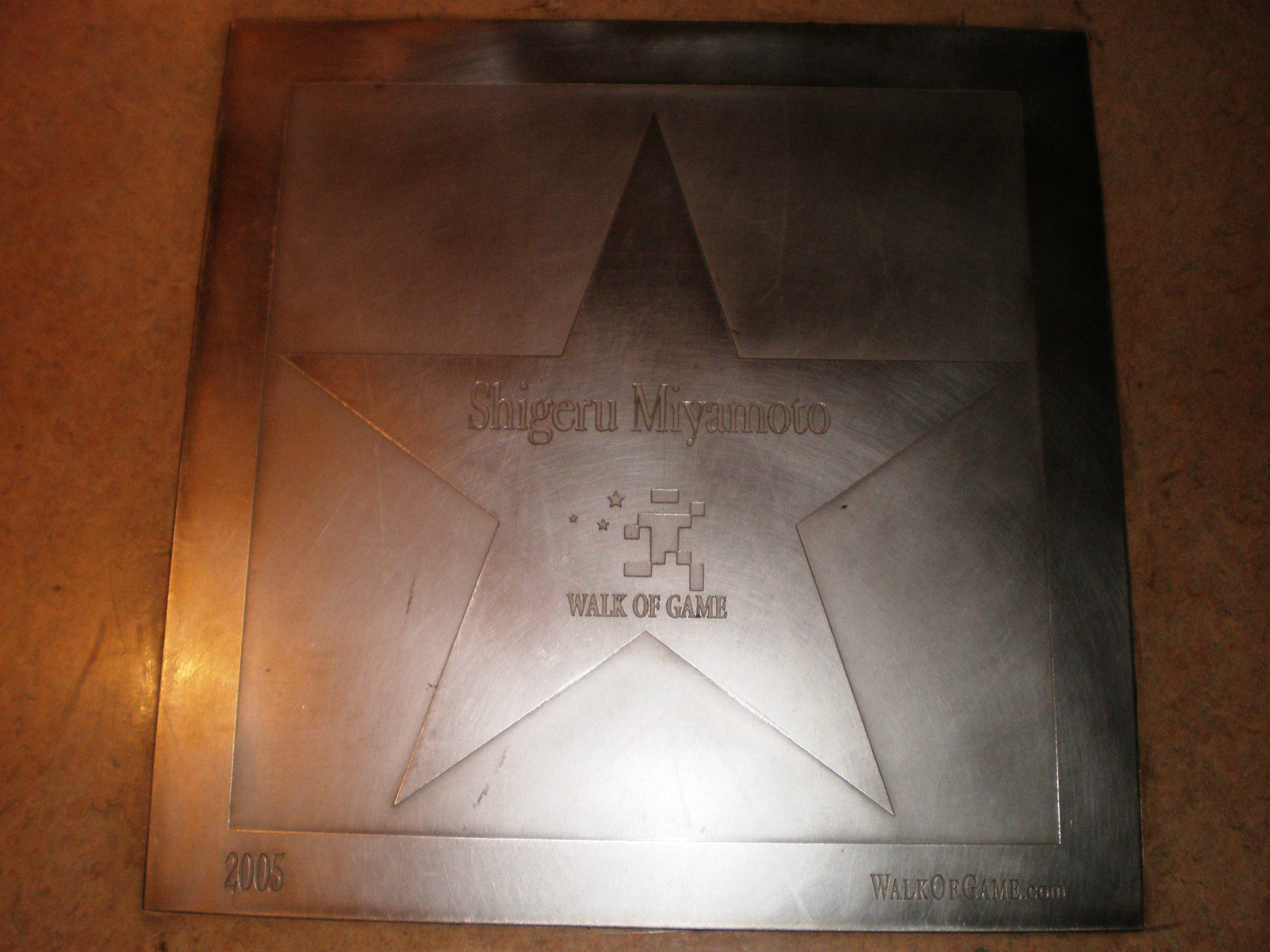
Gwiazda Shigeru Miyamoto
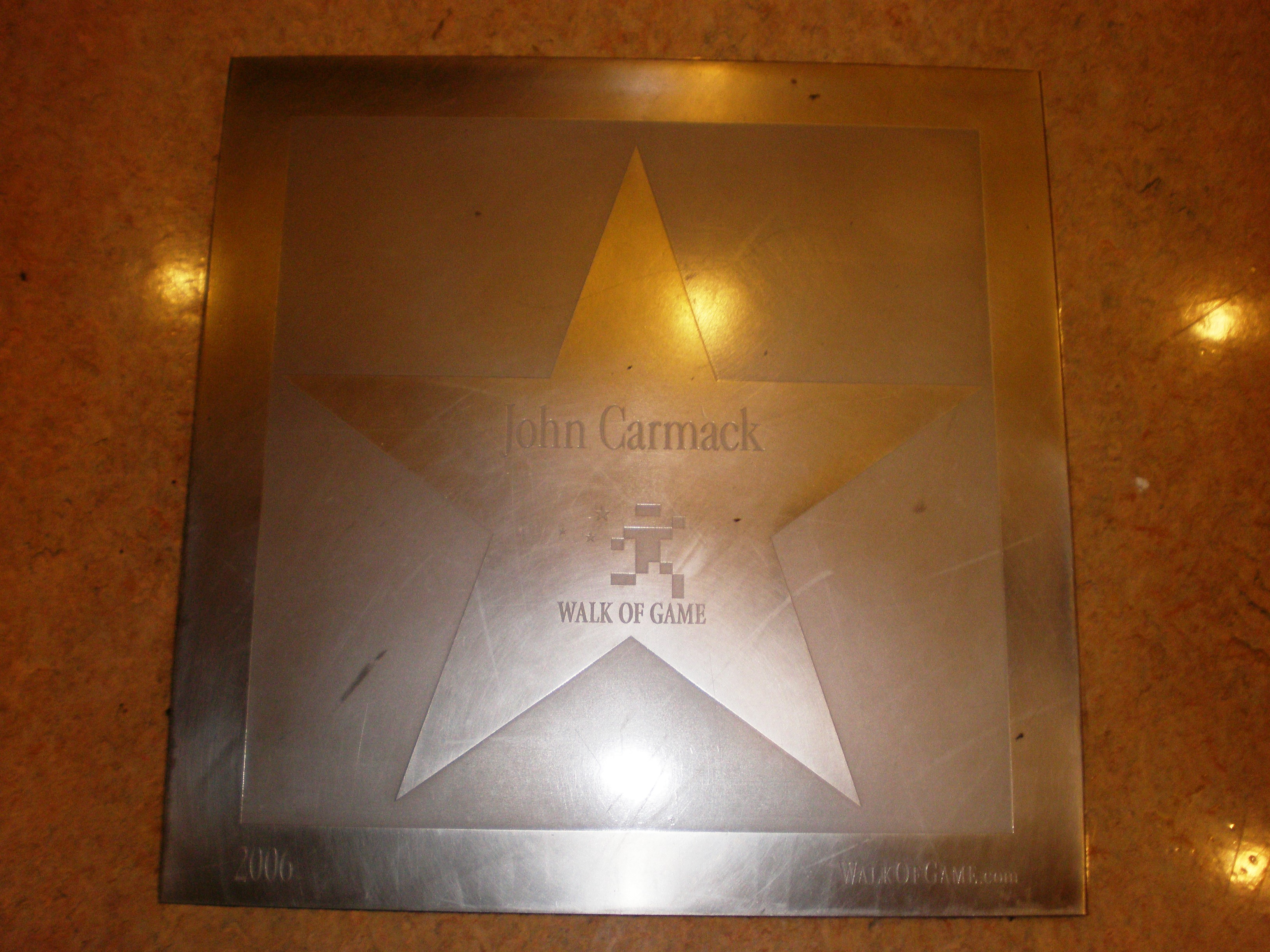
Gwiazda Johna Carmacka
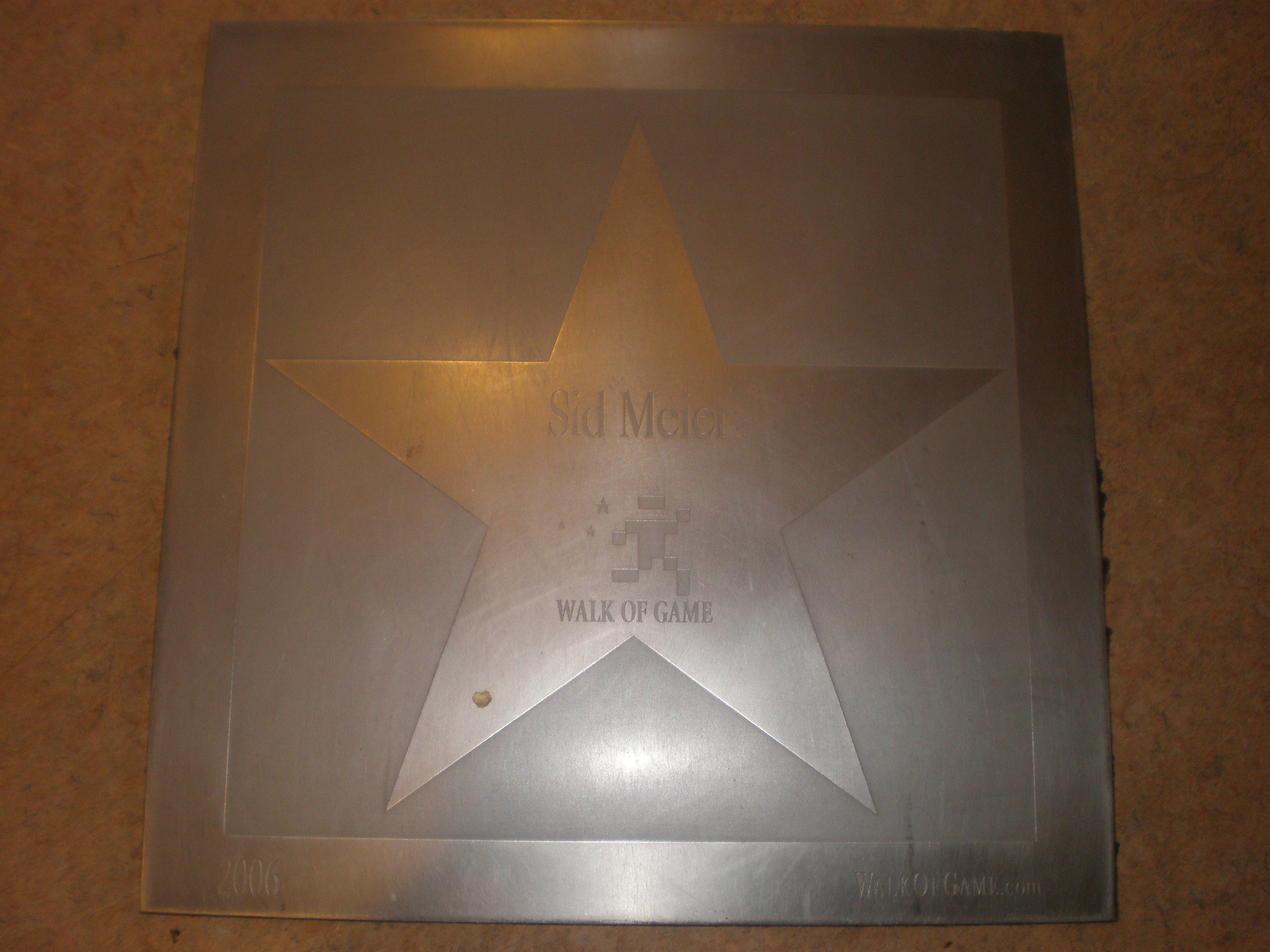
Gwiazda Sida Meiera